# Reunião

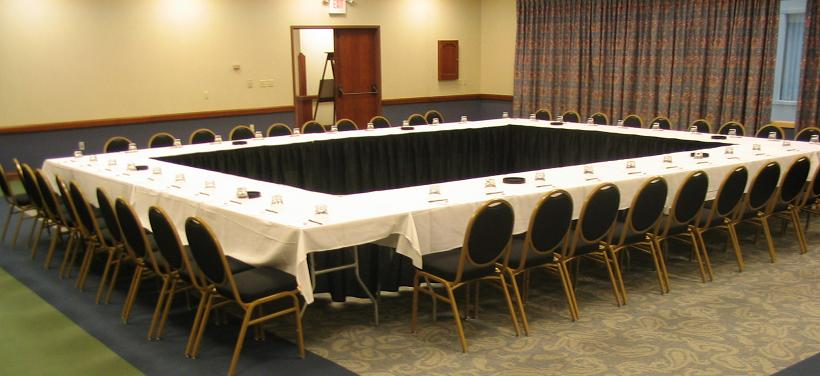
Sala de reuniões

Reunião é o encontro de três ou mais pessoas com propósito de discutir alguns temas ou realizar alguma atividade.
Uma reunião tem geralmente como tema de discussão negócios ou assuntos comunitários. Nas organizações as reuniões são importantes eventos para contato pessoal e comunicação entre os coparticipantes.
Reunião, palestra, conferência e workshop podem ter em comum o encontro de pessoas com alguma afinidade pessoal, ideológica, crença, religiosa, profissional ou interesse em determinado argumento. Diferem em certas conotações e prioridades.  
As reuniões também podem ser feitas à distância mediante uso de computadores conectados a redes ou equipamentos de telepresença.

## Ata de Reunião
É conveniente que todos os assuntos tratados em uma reunião sejam registrados em uma ata. Desta forma os assuntos abordados durante este evento não serão esquecidos e poderão ser retomados, se necessário.

## Ligações Externas
Ata de Reunião